# Rafał Kwasowski
Rafał Kwasowski (ur. 10 lutego 1971 w Toruniu) – polski siatkarz, grający na pozycji przyjmującego oraz libero. 
Jego syn Kamil, również jest siatkarzem. 

## Sukcesy klubowe
I liga seria A:
- 1993

Puchar Polski:
- 1994

I liga:
- 2006